# Pomatiopsis hinkleyi
Pomatiopsis hinkleyi är en snäckart som beskrevs av Henry Augustus Pilsbry 1896. Pomatiopsis hinkleyi ingår i släktet Pomatiopsis och familjen Pomatiopsidae. Inga underarter finns listade i Catalogue of Life.